# Юснарсберг (комуна)
Комуна Юснарсберг (швед. Ljusnarsbergs kommun) — адміністративно-територіальна одиниця місцевого самоврядування, що розташована в лені Еребру у центральній Швеції.
Юснарсберг 163-я за величиною території комуна Швеції. Адміністративний центр комуни — місто Коппарберг.

## Населення
Населення становить 4 837 чоловік (станом на вересень 2012 року). 
| Кількість населення комуни Юснарсберг за 1970-2010 роки | Кількість населення комуни Юснарсберг за 1970-2010 роки | Кількість населення комуни Юснарсберг за 1970-2010 роки | Кількість населення комуни Юснарсберг за 1970-2010 роки | Кількість населення комуни Юснарсберг за 1970-2010 роки |
| ------------------------------------------------------- | ------------------------------------------------------- | ------------------------------------------------------- | ------------------------------------------------------- | ------------------------------------------------------- |
| Рік                                                     |                                                         |                                                         | Населення                                               |                                                         |
| 1970                                                    | 1970                                                    |                                                         | 7 433                                                   | 7 433                                                   |
| 1975                                                    | 1975                                                    |                                                         | 7 209                                                   | 7 209                                                   |
| 1980                                                    | 1980                                                    |                                                         | 7 006                                                   | 7 006                                                   |
| 1985                                                    | 1985                                                    |                                                         | 6 644                                                   | 6 644                                                   |
| 1990                                                    | 1990                                                    |                                                         | 6 488                                                   | 6 488                                                   |
| 1995                                                    | 1995                                                    |                                                         | 6 261                                                   | 6 261                                                   |
| 2000                                                    | 2000                                                    |                                                         | 5 651                                                   | 5 651                                                   |
| 2005                                                    | 2005                                                    |                                                         | 5 317                                                   | 5 317                                                   |
| 2010                                                    | 2010                                                    |                                                         | 4 931                                                   | 4 931                                                   |
| Джерело: SCB                                            |                                                         |                                                         |                                                         |                                                         |

## Населені пункти
Комуні підпорядковано 2 міські поселення (tätort) та низка сільських, більші з яких:
- Коппарберг (Kopparberg)
- Стелльдален (Ställdalen)
- Басткерн (Bastkärn)
- Геґфорс (Högfors)
- Геркен (Hörken)
- Лервікен (Lerviken)
- Стелльберг (Ställberg)

## Галерея

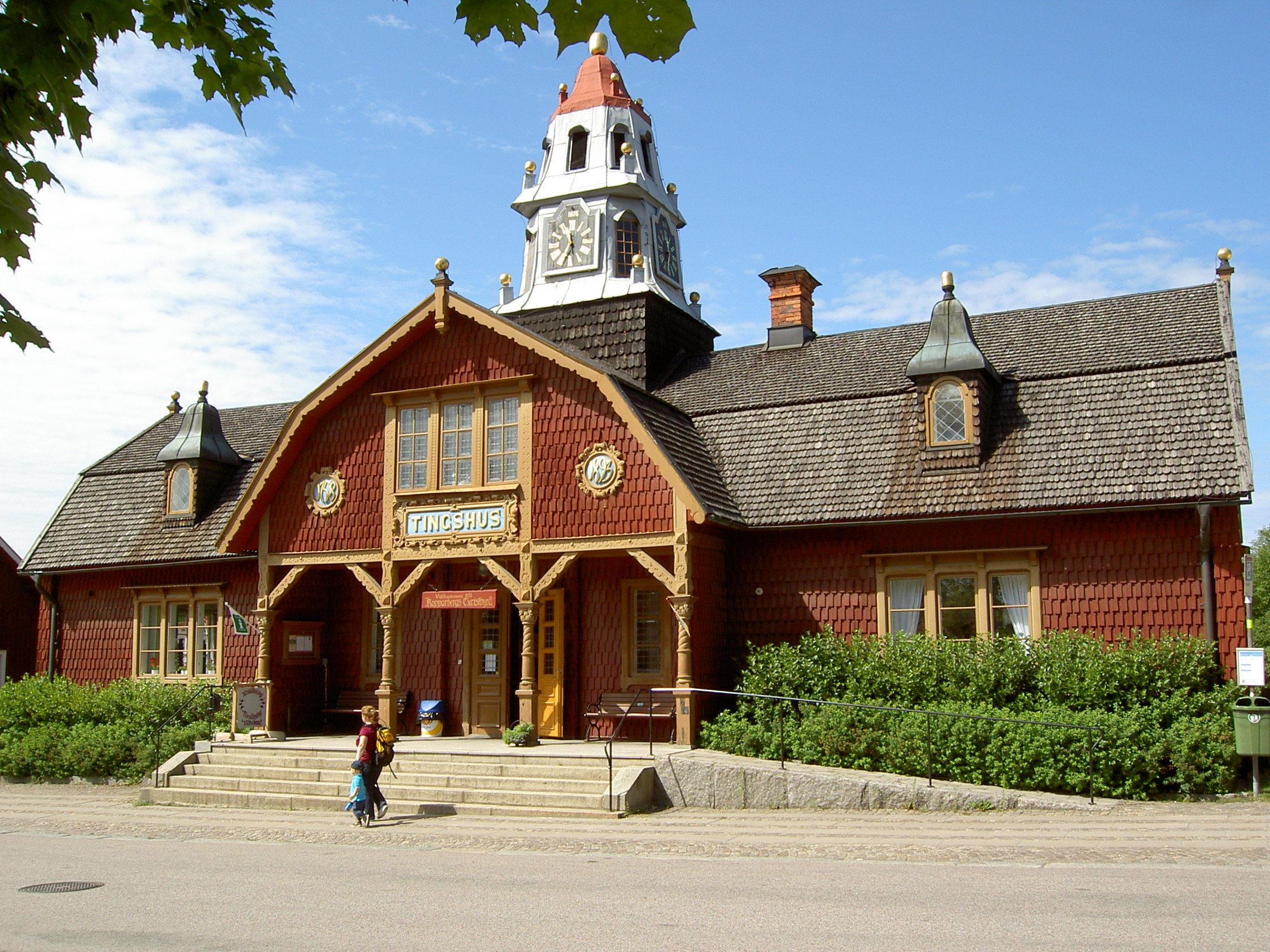
Будинок суду (Коппарберг)
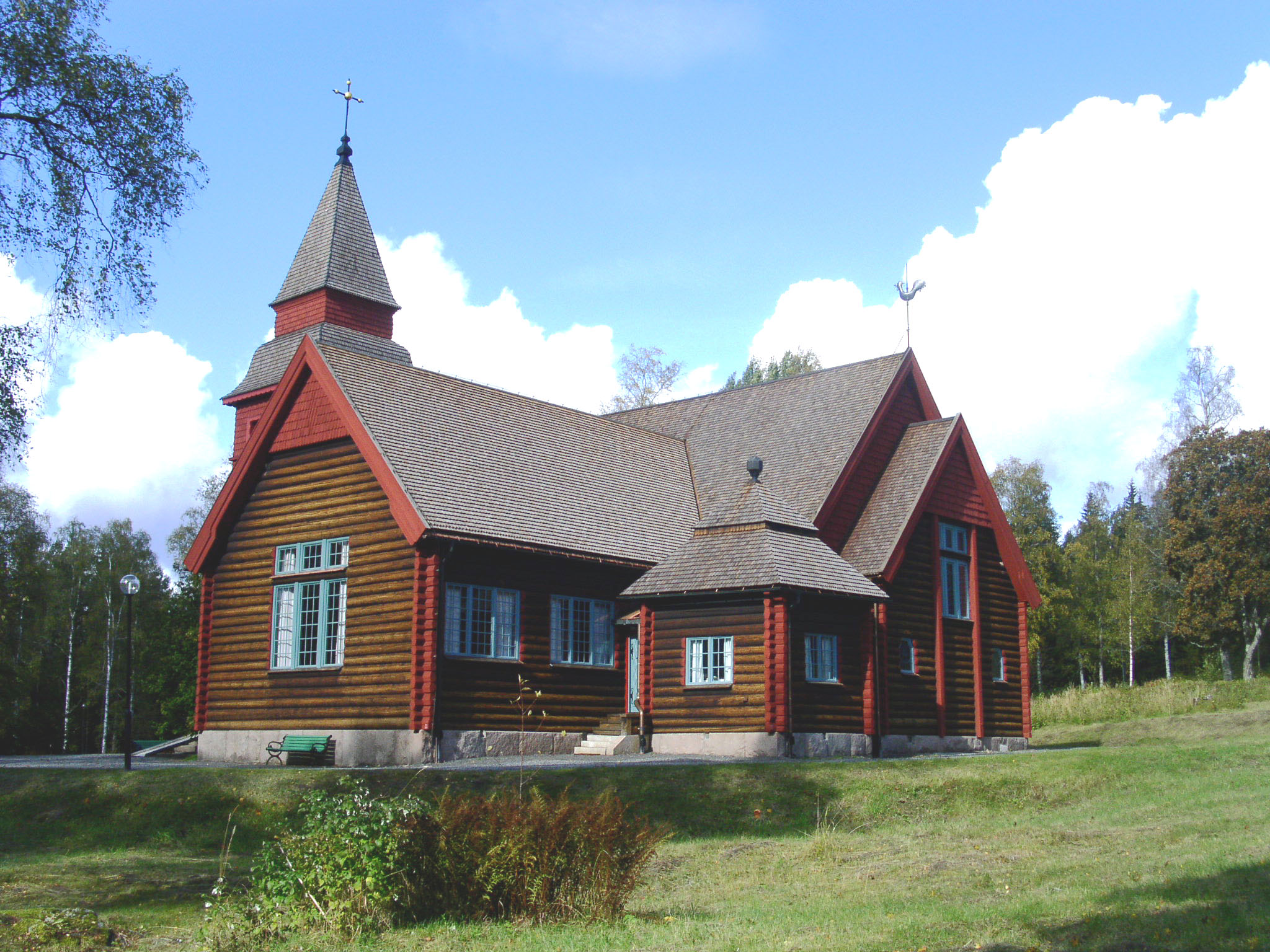
Церква (Геркен)
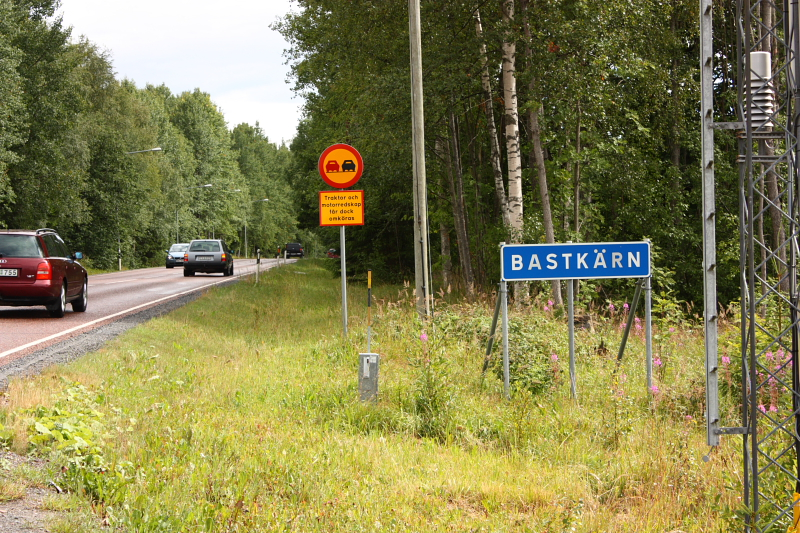
Межа поселення Басткерн
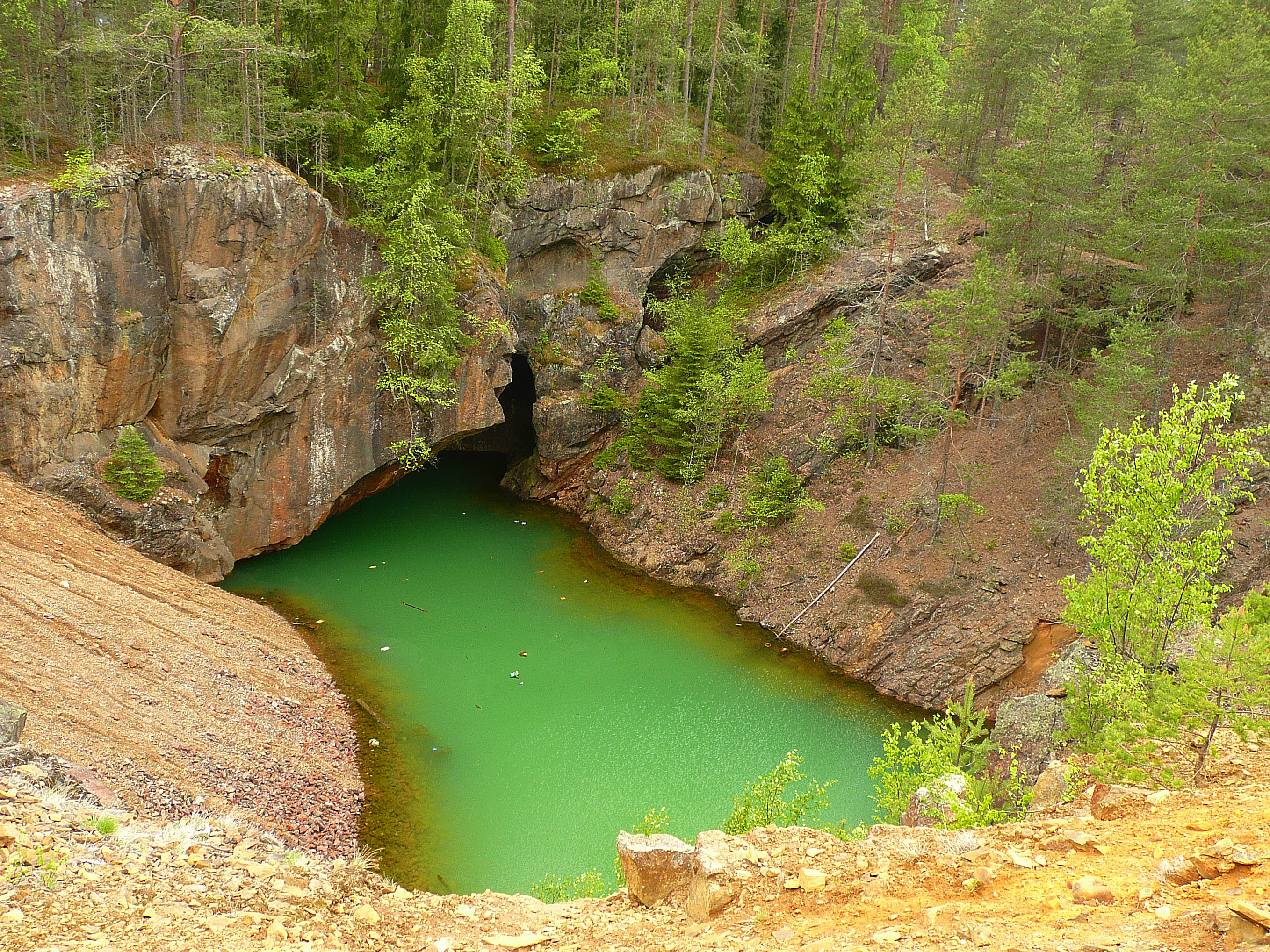
Копальня міді

## Виноски
1. ↑  https://www.svt.se/nyheter/lokalt/orebro/hon-har-styrt-ljusnarsberg-i-20-ar-ser-fram-emot-annu-en-mandatperiod
2. ↑  Folkmangd i riket, lan och kommuner (шв.) . Центральне бюро статистики Швеції. Архів оригіналу за 20 серпня 2013. Процитовано 10 лютого 2013.